# Parc Agustín Ross
El Parc Agustín Ross és un parc ubicat a l'Avinguda Agustí Ross, davant de l'antic Centre Cultural Agustín Ross, a Pichilemu. És un Monument Nacional de Xile.
El parc compta amb palmes natives de 100 anys de Xile (Phoenix canariensis) i molts espais verds, i la seva recent restauració l'ha convertit en un destí atractiu caminar.
Tant el parc i l'antic casino van ser nomenats Monuments Nacionals el 25 de febrer de 1988.
El Parc va ser severament malmès després del terratrèmol de Pichilemu del 2010, destruint tots els balustrades del parc.